# Braunschweigische Finanzgesetze
Die Finanzgesetze im Herzogtum Braunschweig des 19. Jahrhunderts regelten die gesetzlichen Zahlungsmittel bis zur reichsweiten Vereinheitlichung im Jahre 1871.

## Königreich Westphalen
Nach Artikel 17 der Verfassung des Königreiches vom 24. Dezember 1807 sollte das in Frankreich gültige Münzsystem und das System der Maße und Gewichte auch im Königreich Westphalen eingeführt werden. „Die Münzen sollen mit dem Wappen Westphalens und mit dem Bildniss des Königs geschlagen werden“. Bis ausreichende neue Münzen zur Verfügung standen, war man genötigt, die gangbaren Münzen zuzulassen und deren Wert zur französischen Währung zu bestimmen.
Zusammen mit dem Code Napoléon, dem bürgerlichen Gesetzbuch, wurden im Königreich Westphalen am 1. Januar 1808 Franken und Centimes eingeführt. Am 1. Juni 1808 wurde es verboten, preußische Scheidemünzen in das Königreich einzuführen. Das Porto der Briefe war seit dem 1. Januar 1809 in Franken und Centimes zu berechnen. In der Postordnung, gültig zum 1. November 1810, soll die Taxe in Franc und in der umlaufenden Münzsorte, sowie das Gewicht in Gramm und Loth ausgeworfen (auf dem Brief notiert) werden. Der Hessische, Braunschweig-Wolfenbüttler und Sächsische Taler, der Taler zu 24 Gutegroschen zu je 12 Pfennigen, wird zu 3 Franc und 88½ Centimes gerechnet.
Im Herbst 1813 wird die Auflösung des Königreichs Westphalen eingeleitet. Am 28. Oktober 1813 rücken alliierte Russen in die Landeshauptstadt Kassel ein.

## Herzogtum Braunschweig
Der braunschweigische Herzog Friedrich Wilhelm übernahm am 6. November 1813 wieder die Regierungsgeschäfte. Die französischen Franken galten weiter. Der Franken galt 5½ Gute Groschen. Der Taler hatte unverändert 24 Gute Groschen oder 24 Mariengroschen oder 288 Pfennig. Die Posttarife, zum 1. März 1814 gültig, wurden aber schon wieder in Gutegroschen und Loth angegeben.

## Gesetz, die Münzverfassung betreffend, vom 18. Dezember 1834
Die neue Kurant-Währung nach dem 14-Taler-Münzfuß löste die Conventionsmünze ab. Die alten Münzen behalten ihren vollen äußeren Wert, jedoch rechnet der Taler (Courant) 12 Taler nach dem 18-Gulden-Fuß oder Leipziger Münzfuß geprägten Geld und 13⅓ Taler in Conventionsgulden oder Speziestaler oder, anders ausgedrückt: ein Conventions-Taler ist nun ein Taler und 8 Pfennige in Courantgeld oder: Das Conventionsgeld wird im Verhältnis 36 zu 37 in Courantgeld umgerechnet. Beträge in Conventionsmünze bis zu einem Gutegroschen und 11 Pfennige sind der Courantmünze gleichgestellt.
„Da die eingetretenen Münzverhältnisse eine Abänderung des bisherigen Münzfußes und eine anderweite Normierung der Ausmünzung notwendig machen, so erlassen wir.. das nachstehende Gesetz. 
- Der Taler wird in 24 Gutegroschen zu je 12 Pfennige eingeteilt.
- Zehn und ein halb (10½) Talerstücke sollen eine Mark wiegen, und zweihundert und sechzehn (216) Grän (= 0,812 g (Gold und Silber)) feines Silber enthalten.
- Drei und vierzig drei Viertel (43¾) Einsechsteltaler oder Viergutegroschenstücke sollen eine Mark wiegen und Einhundert und fünfzig (150) Grän feines Silber enthalten.
- Die Silberscheidemünzen werden in Gutegroschen und in Sechspfennigstücke bestehen und sechzehn (16) Taler eine Mark feines Silber enthalten. Einhundert und zwanzig (120) Eingutegroschenstücke werden eine Mark wiegen, und Neunzig (90) Grän feines Silber enthalten.“

Selbst das Gewicht der Kupfermünzen war geregelt, so sollen „die Kupfermünzen in Ein- und Zweipfennig-Stücken bestehen. 96 1-Pfennig oder 48 2-Pfennig-Stücke müssen eine Mark wiegen“. Scheidemünzen waren nur zur Ausgleichung bestimmt, „so soll Niemand verbunden sein, davon mehr in Zahlung zu nehmen“. Kleine, im Gesetz bestimmte, Abweichungen waren zulässig. 
„Das Münzgewicht ist die Cöllnische Mark zu 233,856 französische Grammen. Die Mark wird in 16 Loth, 64 Quentchen, 256 Pfennige und 4864 Aß geteilt. Die Mark Probiergewicht wird in 288 Grän geteilt“.
Außer den Landesmünzen waren 
- Dukaten, zu 67 Stück eine Mark und 283 Grän feines Gold enthaltend,
- feine Gulden nach dem 18-Taler-Fuß, von 17 7/8 Stück zu einer Mark und 286 Grän seines Silber enthalten und
- Gulden nach dem Leipziger-Fuße, 18 Stück auf die Mark feinen Silbers, zu 13½ Stück eine Mark wiegen und 216 Gran feines Silber enthalten müssen.
- Der Wert anderer Münzsorten  wird nach gesetzlichem Verhältnis normiert (bestimmt) und öffentlich bekannt gemacht.

„Im Privatverkehr bleiben alle nicht ausdrücklich verbotenen Geldsorten und Zahlungsmittel, worüber Einzahler und Empfänger sich einigen, zulässig“. Jedoch ist „im Privatverkehr Niemand verbunden, in Conventionsmünze bestimmte Zahlungen in anderen Münzsorten anzunehmen, als welche nach § 29 bei den öffentlichen Kassen zulässig sind.“
Bei den öffentlichen Kassen waren die braunschweigischen, hannoverschen und sächsischen vollwichtigen 10, 5 und 2½ Talerstücke, die preußischen doppelten, einfachen und halben, vollgewichtigen Friedrichs´or, der einfache Friedrichs´or zu 5 Taler Gold gleichzuachten. „Das vollwichtige 10 Talerstück muß mindestens 275 Aß, das 5-Taler-Stück 137 Aß und das 2½-Taler-Stück 68½ Aß wiegen“ In gleicher Weise ging es in den nächsten §§ um alle möglichen umlaufenden Münzen. „Die braunschweigischen ‚Conventionsmünzen‘ zu 1/3, 1/6 und 1/12 Talerstücke sind denen von Hannover, Sachsen und Westphalen ebenso gleichgestellt wie die ‚Conventions- 10 und 20 Kreuzerstücke‘, wenn sie nicht durchlöchert sind. Sie sollen in den öffentlichen Kassen für Courantgeld im Verhältnis von 36 zu 37 angenommen werden. Ein Taler Conventionsgeld in den erwähnten Stücken gilt also bei Einzahlungen gleich einem Taler und 8 Pfennigen in Courantgeld“. Ähnliche Vorschriften galten für Scheidemünzen, lediglich fremde Scheidemünzen waren, auch im Privatverkehr, verboten.
Gleichzeitig wurden „alle diesem Gesetz entgegenstehenden Verordnungen und Instructionen aufgehoben“.
Am 1. Juli 1835 wurden hessische Gutegroschen und Albusstücke in den Kreisen Gandersheim und Holzminden zugelassen. Der Gutegroschen zu 10 55/120 Pfennigen das Stück und der Doppelalbus zu 16 11/40 Pfennigen.
Am 28. Dezember 1835 wird der Wert des Conventionsgeldes auf den Wert des Courantgeldes herabgesetzt. Die mit der Bezeichnung „Conventionsmünze“ ausgeprägten Braunschweigischen Münzen zu 1/5tel, 1/6tel und 1/12tel Talerstücke wurden auf den Wert von 8, 4 bzw. 2 Gutegroschen Courantgeld, herabgesetzt. Um keinen Verlust zu erleiden, konnten die Münzen gegen ein Aufgeld von 8 Pfennigen für jeden Taler Courantgeld bei den Herrschaftlichen Kassen, innerhalb von 14 Tagen, eingewechselt werden. Die Münzverfassung vom 18. Dezember 1834 war erstmals geändert.

## Münzverfassung zum 1. Januar 1858
Im Herzogtum Braunschweig war am 1. Oktober 1855 das Zollpfund zu 30 Lot eingeführt worden. -  Gemeinsam mit den Regierungen in Hannover, Oldenburg, Schaumburg-Lippe, Bremen und Hamburg wurde die Einführung des Zollpfundes zu 500 g als allgemeine Gewichtseinheit zum 1. Juli 1858 beschlossen. Die Gewichtseinheit Pfund zu 500 g war durch das Gesetz vom 17. Mai 1856 bereits in Preußen eingeführt und entsprach 1,069.063 Pfund (1 Pfund gleich 2,209,158 Lot) des bisherigen hannoverschen, braunschweigischen, oldenburgischen und schaumburg-lippischen Landesgewichts.
Zwischen dem Zollverein und Österreich und dem Fürstentum Liechtenstein war ein Münzvertrag abgeschlossen worden. „Das Pfund, in der Schwere von 500 g“ war nun bei allen Münzstätten das ausschließliche Münzgewicht. „Der Feingehalt wird in Tausendteilung ausgedrückt. Bei der Bestimmung des Feingehalts der Silbermünzen soll überall die Probe auf nassem Wege angewendet werden.“ An der Silberwährung wurde festgehalten.
- Anstelle des bisherigen 14-Taler-Fuß trat der 30-Taler-Fuß, 30 Taler aus dem Pfund Silber (Landesmünze in Norddeutschland) oder
- der 45-Gulden-Fuß zu 45 Gulden aus dem Pfund Silber (in Österreich, Liechtenstein) oder,
- anstelle des bisherigen 24½-Gulden-Fuß, der 52½ Gulden-Fuß zu 52½ Gulden aus dem Pfund Silber (in Süddeutschland).

Die bisherigen Münzen sollten den neuen Münzen gegenüber völlig gleichwertig sein. Hauptmünze sollte das Ein-Vereinstaler-Stück zu 1/30 des Pfundes feinen Silbers mit dem Wert von 1 Taler, 1½ fl. = Gulden österreichisch, und 1¾ fl. = Gulden süddeutsch und das Zwei-Vereinstaler-Stück zu 1/15 des Pfundes feinen Silbers mit dem Wert von 2 Taler, 3 fl. = Gulden österreichisch, und 3½ fl. = Gulden süddeutsch sein. „Das Mischungsverhältnis der Vereinsmünzen wird auf 900/1000 Silber und 100/1000 Kupfer festgesetzt. Es werden demnach 13½ doppelte oder 27 einfache Vereinstaler ein Pfund wiegen“. Zwischen 1857 und 1862 sollen mindestens 24 Zwei-Taler-Stück auf je 100 Seelen der Bevölkerung vorhanden sein, danach sollen innerhalb von 4 Jahren mindestens 16 Zwei-Taler-Stücke je 100 Seelen hinzukommen.
Scheidemünzen mussten als solche bezeichnet sein. „Es darf die Silber-Scheidemünze künftig in keinem der vertragenden Staaten nach einem leichteren Münz-Fuß als zu 34½ Taler, 51¾ fl österreichisch oder 60 3/8 fl süddeutsch geprägt werden. Bei Ausprägung der Kupfer-Scheidemünzen ist das Nennwertverhältnis von 112 Taler, 168 fl österreichisch oder 196 fl süddeutsch für 1 Zollzentner Kupfer niemals zu überschreiten. Nach wie vor darf niemand gezwungen werden mehr Scheidemünzen anzunehmen als zur Ausgleichung notwendig sind“.
Keiner der Staaten war berechtigt Papiergeld auszugeben, es sei denn, dass auf Verlangen der Betrag in Silbermünzen gewechselt werden kann.
Für das Herzogtum Braunschweig regelte das Gesetz, die neue Münzverfassung betreffend die Einzelheiten. Ein Taler wird, vom 1. Januar 1858 an, in 30 Groschen in 10 Pfennige geteilt. Die bisher nach Gutegroschen und Pfennigen bestimmten Sätze sollen umgerechnet werden. Das Pfund zu 500 g ist Grundlage des Münzgewichts. Im Herzogtum gilt der 30-Taler-Fuß, anstelle des bisherigen 14-Taler-Fuß, zu 30 Talern aus dem Pfund feinen Silbers. Der Wert der Münzen beider Münzfüße soll völlig gleich Geltung haben. (Nicht so ganz, denn 30 Taler aus 500 g = 16,66 g je Taler oder 14 Taler aus der Mark feinen Silbers zu 233,856 g = 16,704 g je Taler.)
„Es sollen zwei dem Landesmünzfuß entsprechende Hauptsilbermünzen unter der Benennung Vereinstaler ausgeprägt werden, nämlich „ein Ein- und Zwei-Taler-Stück. Das Mischungsverhältnis wird auf 900 Teile Silber und 100 Teile Kupfer festgesetzt. Es werden demnach 27 einfache oder 13½ doppelte Vereinstaler ein Pfund wiegen“. Die alten Münzen, auch die vor 1839 geprägten, der verbundenen Staaten werden voll anerkannt.
An Courantmünzen soll ein 1/6-Taler-Stück ausgeprägt werden. Das Mischungsverhältnis beträgt hier 520 Silber zu 480 Kupfer. Es werden demnach 93 6/10 Stück ein Pfund wiegen. „Sie haben aber zu ihrem Nennwert die gleiche Gültigkeit mit dem Vereinstaler.“
An Scheidemünzen wird es das ½, 1 und 2½ Groschenstück in Silber (Mischungsverhältnis  2½ Groschen - 375 Silber zu 625 Kupfer, ½ und 1 Groschen 220 zu 780) sowie in Kupfer das 1 und 2 Pfennigstück geben. „Niemand darf genötigt werden eine Zahlung, welche 1/6 Taler erreicht, in Scheidemünzen anzunehmen“.
An Goldmünzen wird es die Krone und die Halbe Krone geben. „Zur Erleichterung der Rechnung, findet eine ideale Teilung der Krone in Kronzehntel, Kronhundertel und Korntausentel statt“. Das Mischungsverhältnis ist auf 900 Teile Gold und 100 Teile Kupfer festgesetzt. Es werden demnach 45 Kronen und 90 Halbe Kronen ein Pfund wiegen. Der Wert der Goldmünzen wird durch Angebot und Nachfrage bestimmt, „sie besitzen daher die Eigenschaft eines landesgesetzlichen Zahlmittels nicht und ist zu ihrer Annahme in dieser Eigenschaft Niemand verpflichtet“.
Übergangsbestimmungen. Gutegroschen, Mariengroschen, Sechser und Matierstücke Braunschweigischen Gepräges, sollen nach und nach eingezogen werden. Ihr Wert wird für das 2 Mariengoschen-Stück auf 1 Groschen 7 Pfennig, das Mariengroschenstück auf 8 Pfennig, der Gutegroschen auf 1 Groschen 2 Pfennig, und das Matierstück auf 4 Pfennig festgesetzt.
Die „der hiesigen Bank erteilte Erlaubniss zur Ausgabe von Banknoten über Gold bleibt bis auf Weiteres in Kraft“.
Das Gesetz vom 18. Dezember 1834 (Finanzgesetz) sowie vom 30. März 1837 (Maß- und Gewichtsordnung) wurde aufgehoben.
Vom 1. Januar 1868 an wurde das Herzogtum Braunschweig Teil des Norddeutschen Bundes. Der Groschen wurde nicht mehr in zehn, sondern in 12 Groschen eingeteilt.